# Underwurlde
Underwurlde est un jeu vidéo d’action-aventure et de  plateformes développé et publié par Ultimate Play the Game  sur ZX Spectrum et Commodore 64 en 1984. Il est le deuxième jeu de la série Sabreman, faisant suite à Sabre Wulf publié plus tôt la même année. Contrairement à son prédécesseur, dans lequel l’action se déroule en vue du dessus, Underwurlde est un jeu de plates-formes. L’objectif du joueur est de s’échapper de l’Underwurlde via une des trois sortie présentes dans le jeu menant respectivement à  Knight Lore, Pentagram ou Mire Mare. À sa sortie, le jeu reçoit un accueil plutôt positif de la presse spécialisée. En 2015, il a été republié dans une compilation publiée sous le titre Rare Replay sur Xbox One.

## Accueil
| Underwurlde              |      |       |
| Média                    | Pays | Notes |
| Crash Magazine           | US   | 92%   |
| Computer and Video Games | US   | 36/40 |
| Sinclair User            | US   | 85%   |
| Zzap!64                  | US   | 69%   |